# Rue de Rome (Bobigny)
Pour les articles homonymes, voir Rue de Rome.
La rue de Rome, est une voie de communication de Bobigny.

## Situation et accès
Sur son trajet, la rue de Rome forme le point de départ de la rue Robespierre, qui remonte vers le nord.

## Origine du nom
Elle porte le nom de la capitale de l'Italie : Rome.

## Historique

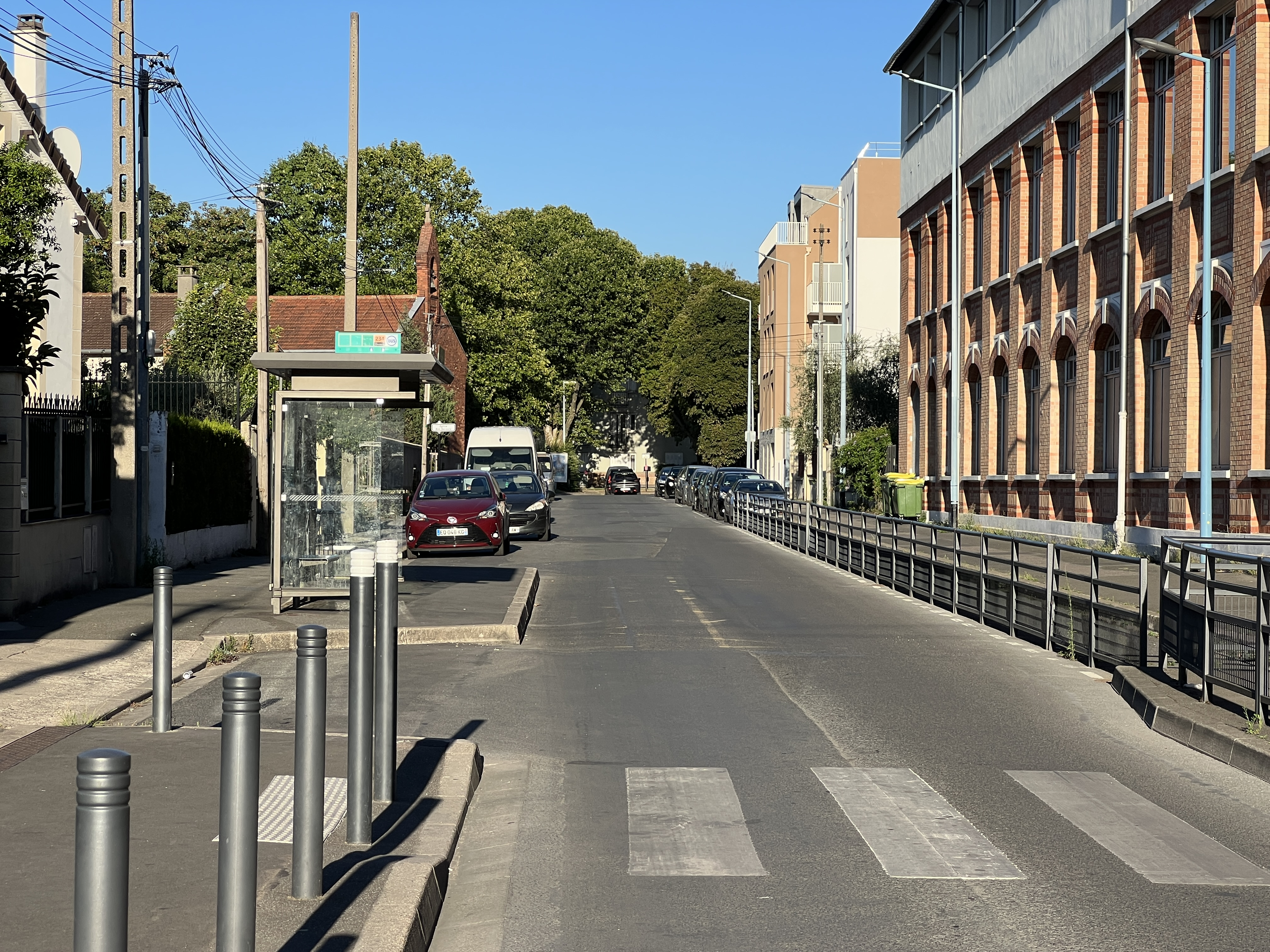
La rue en août 2022.

Cette voie fait partie d'un lotissement dont les noms des rues sont celles des capitales de pays d'Europe de l'Ouest: Rue d'Oslo, rue de Varsovie, rue de Moscou, rue de Belgrade, etc.
L'attribution de ces noms de capitales étrangères se fit en deux étapes.
Bien que les rues de Rome et de Moscou existaient déjà dans ce quartier du Nouveau  village, les autres noms de capitales furent attribués le 23 mars 1961 par l'Office public d’HLM de la Seine, constructeur de la cité de l'Abreuvoir.

## Bâtiments remarquables et lieux de mémoire
- Église Notre-Dame-du-Bon-Secours de Bobigny, construite en tant que chapelle par l'abbé Canet[2] dans le quartier qui était à l'époque appelé le nouveau Bobigny[3] ou nouveau village[4].